# Урединиоспоре
Урединиоспоре (или уредоспоре) су споре танког зида које производи уредиум, фаза у животном циклусу рђе.

## Развој
Урединиоспоре се развијају у уредиуму, углавном на листу испод површине листа.

## Морфологија
Урединиоспоре обично имају два језгра дикариота унутар једне ћелије. У маси су обично бледо смеђе боје за разлику од телиоспора које су углавном тамно браон.